# Трисульфид тетрамышьяка
Трисульфид тетрамышьяка — бинарное неорганическое соединение
мышьяка и серы с формулой As4S3,
оранжево-жёлтые кристаллы.

## Получение
- В природе встречается минерал диморфит — As4S3 с примесями [1].

- Сплавление стехиометрических количеств чистых веществ:

{\displaystyle {\mathsf {4As+3S\ {\xrightarrow {200^{o}C}}\ As_{4}S_{3}}}}

## Физические свойства
Трисульфид тетрамышьяка образует оранжево-жёлтые кристаллы нескольких модификаций:
- α-As4S3 — ромбическая сингония, пространственная группа P nma, параметры ячейки a = 0,912 нм, b = 0,799 нм, c = 1,010 нм, Z = 4, существует при температуре ниже 131°С;
- β-As4S3 — ромбическая сингония, пространственная группа P nma, параметры ячейки a = 1,121 нм, b = 0,990 нм, c = 0,658 нм, Z = 4, существует при температурах 131÷157°С;
- γ-As4S3 — тетрагональная сингония, параметры ячейки a = 1,691 нм, c = 2,175 нм, существует при температурах 157÷200°С;

Не растворяется в воде.